# Rubus gnarus
Rubus gnarus är en rosväxtart som beskrevs av Liberty Hyde Bailey. Rubus gnarus ingår i släktet rubusar, och familjen rosväxter. Inga underarter finns listade i Catalogue of Life.